# Akeel Morris
Akeel Morris (né le 14 novembre 1992 à Saint Thomas aux Îles Vierges des États-Unis) est un lanceur de relève droitier de la Ligue majeure de baseball.

## Carrière
Akeel Morris est un repêché au 10e tour de sélection par les Mets de New York en 2010.
Il fait ses débuts dans le baseball majeur comme lanceur de relève pour les Mets le 17 juin 2015 face aux Blue Jays de Toronto. Âgé de 22 ans, il passe directement du A+ des ligues mineures aux majeures et, après ce premier match, est cédé au club-école de niveau Double-A des Mets.
Douzième joueur né aux Îles Vierges des États-Unis à atteindre le baseball majeur, Morris n'est que le troisième lanceur du groupe, et le premier depuis la carrière d'Elrod Hendricks de 1968 et 1979.